# Paralichthys delfini
Paralichthys delfini is een straalvinnige vissensoort uit de familie van schijnbotten (Paralichthyidae). De wetenschappelijke naam van de soort is voor het eerst geldig gepubliceerd in 1987 door Pequeño & Plaza.